# Línia 10 del metro de París
La línia 10 del metro de París és una de les setze línies del metro de París. Travessa d'est a oest París per la riba esquerra del Sena i uneix les estacions de Gare d'Austerlitz i Boulogne - Pont de Saint-Cloud.
La línia és totalment subterrània al llarg dels seus 11,7 km i 23 estacions. És una de les línies amb menys transport de viatgers juntament amb les línies 3bis i 7bis.
La seva història està vinculada a les línies 7 8 i 13. Part de la secció original va passar a la línia 13 i la línia 7 i es va fer càrrec durant un temps de la secció occidental de la línia 8.

## Història

### Cronologia
- 13 de juliol de 1913: obertura del tram entre Beaugrenelle i Opéra, sota la denominació de línia 8.
- 30 de setembre de 1913: perllongament a l'oest fins a Porte d'Auteuil.
- 30 de desembre de 1923: obertura de la línia 10 entre Invalides i Croix rouge (actualment tancat).
- 10 de març de 1925: perllongament a l'est fins a Mabillon.
- 14 de febrer de 1926: ampliación fins a Odéon.
- 15 de febrer de 1930: perllongament fins a Place d'Italie.
- 7 de març de 1930: ampliació fins a Porte de Choisy-
- 26 d'abril de 1931: el tram Place Monge - Porte de Choisy passa a formar part de la línia 7, i tanca el tram entre Maubert-Mutualité i Place Monge que és reemplaçat pel tram Maubert-Mutualité - Jussieu.
- 1937: El tram entre Porte d'Auteuil i la Motte-Picquet Grenelle deixar de formar part de la línia 8 per passar a la línia 10. El tram Duroc - Invalides passa a formar part de l'antiga línia 14 que més tard es fusionarà amb la línia 13.
- 12 de juliol de 1939: la línia arriba a Gare d'Austerlitz, terminal actual.
- 3 d'octubre de 1980: perllongament a l'oest fins a Boulogne - Jean Jaurès.
- 2 d'octubre de 1981: ampliació fins a Boulogne - Pont de Saint-Cloud.